# BS Automotive
BS Automotive (anciennement dénommée BS Fabrications) est une ancienne écurie de sport automobile britannique fondée par Bob Sparshott, ancien ingénieur de Jim Clark et Graham Hill chez Lotus.
Bob Sparshott s'associe avec le Team Norev Racing en 1976 pour aligner une Surtees TS19 pour Henri Pescarolo. Se qualifiant toute l'année en fond de grille, le pilote français signe une 9e place en Autriche comme meilleur résultat.
En 1977, l'écurie est engagée sous le nom Chesterfield Racing et aligne une March 761|761 puis une McLaren M23 pour Brett Lunger. Comme l'année précédente, une 9e place qui couronne cette saison aux Pays-Bas.
En 1978, l'ensemble des membres de l'équipe est conservé, ainsi que la monoplace mais une seconde voiture est alignée sur trois courses pour le débutant Nelson Piquet. Lunger termine à la porte des points en Belgique.
En 1984, BS Automotive se tourne vers la Formule 2 et participe à la dernière saison du Championnat d'Europe en alignant des March-BMW pour Tomas Kaiser et Pascal Fabre qui remporte la course d'Hockenheim.
En 1985, l'écurie remporte le premier championnat international de Formule 3000 avec Christian Danner mais dès 1986, les résultats ne sont plus au rendez-vous et l'écurie disparaît à l'issue de la saison 1987.
Bob Sparshott  continue depuis à diriger son entreprises de composants de voitures : Spartec Industries Ltd.